# Дактили
Дактили (др.-греч. Δάκτυλοι «пальцы») — в древнегреческой мифологии демонические существа-лилипуты, обитавшие на Крите на горе Ида (или на вершине горы Ида во Фригии, тогда они считались служителями фригийской Матери), где они прислуживали Великой матери богов или Рее. В некоторых традициях отождествляются с кабирами, корибантами и тельхинами.

## История
Десять первых дактилей появились во время предродовых схваток Реи, когда она вонзила пальцы в землю (Гею).
По Софоклу, первыми дактилями были 5 мужчин, которые открыли обработку железа, у них было 5 сестер. Их имена Кельмис, Дамнаменей, Геракл и Акмон. Каждый из них произвел по 10 детей. Первые 100 человек, родившихся на Крите, называют идейскими дактилями. 9 куретов и корибанты были их потомками.
Согласно поэме «Форонида», дактили Келмий, Дамнаменей и Акмон (слуги Кибелы) нашли железо на Иде. По другому сказанию, Келмид и Дамнаменей нашли железо на Кипре. Согласно рассказу Диодора, идейские дактили обитали на Иде во Фригии, а потом вместе с Мигдоном переселились в Европу. Их было 100 либо 10. Их учеником на Самофракии был Орфей. На Крите открыли употребление огня. Павсаний называет имена дактилей (они же куреты) из критской Иды: братья Геракл, Пеоней, Эпимед, Иасий и Идас.
Когда Рея рожала Зевса, то, чтобы облегчить муки, она вдавила пальцы в землю и из неё тотчас выросли дактили: пять женщин из её левой руки и пять мужчин из правой. Некоторые считают, что дактили жили задолго до рождения Зевса. По одной из версий они родились в пещере горы Дикта на Крите, где подрастал младенец Зевс; нимфа Анхиала швыряла в маленького Зевса пылью, и пыль эта превратилась в дактилей. Дактилям приписывалось открытие обработки железа. Фригийских дактилей было три: Кельмис (буквально, плавить), Дамнаменей (оковывать) и Акмон (наковальня). Кельмис был превращен в железо за оскорбление Реи (Страбон, X 3, 473). Имена критских дактилей-женщин считаются хорошо сохраняемой тайной, а критских дактилей-мужчин звали Геракл, Пеон, Эпимед, Иасий и Акесид; по другим версиям их было десять, пятьдесят два или сто. Павсаний повествует, что дактиль Геракл, принеся дикую оливу от гиперборейцев в Олимпию, устроил между братьями соревнования в беге, положив тем самым начало Олимпийским играм, где победил Пеон. Иногда дактилей отождествляют с куретами, корибантами и тельхинами. Им приписывали также учреждение Олимпийских игр в Элиде.
Подобно циклопам идейским дактилям приписывалось постоянное занятие плавлением и ковкой различных металлов, которыми богата была гора Ида. Они считались также искусниками, выделывающими из металлов, силой волшебства, различные необыкновенные произведения. Отсюда их имя дактили, вероятно, являющееся в греческом языке результатом народной этимологии какого-нибудь фригийского слова (Цицерон. О природе богов, 3-16, передает их имя как digiti). Фригийских дактилей часто смешивали с другими подобными духами, как, например, с самофракийскими кабирами и куретами, корибантами, составлявшими свиту Реи Критской, отождествлявшейся с богиней Кибелой.
Про дактилей рассказывали, что они были целителями и знатоками кузнечного дела, находились под властью Гефеста и обучили людей металлургии, математике и эфесским письменам. Они первыми стали обрабатывать железо. Дактили из Фригии изобрели «эфесские письмена», дававшие чудесную силу носившим их, и музыкальный ритм.
Жертвенники всем дактилям были в Олимпии.
В честь дактилей назван спутник Дактиль астероида (243) Ида, открытый в 1993 году.

## Критские дактили
- Акесид. Жертвенник в Олимпии (по версии)[13].
- Геракл[4].
- Иасий[8].
- Идас[14][8], некоторые называют его Акесид[13].
- Килен[15].
- Морг. У его жрецов побывал Пифагор[16].
- Пеоней[8].
- Титий[15].
- Эпимед[8].

## Фригийские дактили
По другому преданию, они обитали на горе Ида во Фригии. В этой версии их имена:
- Акмон[17].
- Дамнеменей (Дамнаменей)[18].
- Келмий (Кельмис, также Скелмий), «плавильщик»[18]. Оскорбил Рею и превращен в железо (в переводе Шервинского алмаз)[19].